# Остјано
Остјано (итал. Ostiano) је насеље у Италији у округу Кремона, региону Ломбардија.
Према процени из 2011. у насељу је живело 2808 становника. Насеље се налази на надморској висини од 37 м.

## Становништво
Према резултатима пописа становништва 2011. у општини је живело 3.020 становника.
| 1931. | 1936. | 1951. | 1961. | 1971. | 1981. | 1991. | 2001. | 2011. |
| ----- | ----- | ----- | ----- | ----- | ----- | ----- | ----- | ----- |
| 3.925 | 3.892 | 3.778 | 3.355 | 3.153 | 3.137 | 3.063 | 3.018 | 3.020 |